# 김왕식
김왕식(金旺植, 1953년~2024년 9월 1일)는 대한민국의 사회학자이다. 대한민국역사박물관 초대 관장(2012.12~2015.12)을 지냈다.

## 학력
- 1980년 연세대학교 정치외교학과 학사
- 1982년 연세대학교 대학원 석사
- 미주리 대학교 컬럼비아 캠퍼스 대학원 정치학 박사

## 경력
- 한국국가정보학회 회장
- 미국 존스홉킨스대학교 방문교수
- 일본 게이오대학교 법학부 방문교수
- 이화여자대학교 사범대학 사회생활학과 학과장
- 이화여자대학교 사범대학 교학부장
- 이화여자대학교 교육대학원 도덕윤리교육전공 교수
- 제52대 한국국제정치학회 부회장
- 한국동북아학회 서울지회 지회장
- 이화여자대학교 사범대학 사회과교육과 교수
- 한국국제정치학회 이사
- 한국정치학회 이사
- 한국민주시민교육학회 부회장
- 한국국가정보학회 부회장
- 2012년 ~ 2016년 대한민국역사박물관 초대 관장

## 사망
2024년 9월 1일에 미국 미주리주 컬럼비아 자택에서 아내와 함께, 자동차 배기가스로 인한 일산화탄소 중독으로 사망하였다.

## 저서
- 한국정치과정: 제도의 운용과 정치지식
- 한·일 경제협력의 정치경제

## 가족 관계
- 어머니 (~ 2014년 7월 25일)
- 형제동생: 김은식, 김경식
- 배우자: 이정희 ( ~ 2024년 9월 1일)
  - 딸: 김휘원 - 이화여대 생명의료법연구소 연구원
  - 아들: 김용환 - 청주대 문헌정보학과 교수
    - 며느리: 정소현